# Mòllera roquera
La mòllera roquera, la bròtola de roca, la bròtola roquera, la fura, la molla o la mòllera (Phycis phycis) és una espècie de peix pertanyent a l'ordre dels gadiformes.

## Descripció
- Fa 65 cm de llargària màxima (3.635 g), tot i que, normalment, en fa 25.
- Cos una mica alt, esvelt, lleugerament comprimit i allargat.
- Cap relativament petit.
- Ulls relativament grossos.
- Té un barbelló al mentó amb un gran nombre de cèl·lules gustatives, les quals li ajuden a detectar preses que s'amaguen als fons tous.
- Dues aletes dorsals toves: la primera és curta i arrodonida, mentre que la segona és més llarga. El tercer radi de la primera aleta dorsal no és pas més llarg que la resta.
- Aletes pectorals arrodonides.
- Aletes ventrals formades per dos radis molt allargats que s'estenen fins a l'origen de l'aleta anal.
- Cua arrodonida.
- Té al voltant de 120-140 escates a la línia lateral i 11-12 entre la base de la primera aleta dorsal i la línia lateral.
- És d'aspecte semblant a la bròtola de fang, té un color marró negrós o marró vermellós al dors, més clar en els flancs i el ventre.[4][5][6][7][8][9]

## Espècies semblants
Es pot confondre amb Raniceps raninus (de distribució más nòrdica) i amb la mòllera de fang (Phycis blennoides) (tot i que aquesta té una prolongació filamentosa a la primera aleta dorsal que la mòllera roquera no té).

## Reproducció
A les illes Canàries té lloc entre l'octubre i el gener, la fresa s'esdevé a l'hivern i els ous són planctònics. Assoleix la maduresa sexual quan arriba als 37 cm de llargària.

## Alimentació
Menja peixos i invertebrats.
És depredat pel sorell blancal (Trachurus mediterraneus), el congre (Conger conger) i el caçó (Galeorhinus galeus).

## Hàbitat
És un peix marí, bentopelàgic, de clima subtropical (45°N-13°N, 32°W-36°E), el qual viu sobre substrats durs i de fang i sorra propers a roques, i entre 13-614 m de fondària (normalment, entre 100 i 200). També és present a coves.

## Distribució geogràfica
Es troba a la Mediterrània i l'Atlàntic nord-oriental (des de la Mar Cantàbrica fins al Marroc, Cap Verd i les illes Açores).

## Costums
Presenta activitat nocturna (s'amaga entre les roques durant el dia) i no és migratori.

## Ús comercial
La talles comercials per a ésser pescada (amb soltes, palangres i bous d'arrossegament) es troben entre 20 cm (90 g) i 40 cm (780 g). Té una carn blanca, suau, delicada, molt poc ferma i de sabor molt agradable. S'utilitza en fresc, refrigerada o congelada i es comercialitza sencera, trossejada, filetejada i en rodanxes.